# شباب أبيدجان
نادي شباب أبيدجان هو نادي كرة قدم إيفواري مقره في أبيدجان.

## التاريخ
تأسس النادي عام 1932. يتخذ النادي من ملعب روبرت شامبرو مقراً له. ويلعب في دوري الدرجة الأولى لكوت ديفوار.

## الإنجازات
- كأس كوت ديفوار : 1

1963.
النهائي: 2008 ، 2010.
- كأس هوفويت بوانيي : 1

## الأداء في مسابقات الاتحاد الأفريقي
- دوري أبطال أفريقيا : ظهور واحد

2011 - انسحب في الجولة الأولى
- كأس الكونفيدرالية : 2 مباراة

2006 - الجولة الأولى
2009 - الدور الأول من دور الـ16
- كأس الاتحاد الأفريقي : ظهور واحد

2003 - الدور الثاني